# Anagyrodes maximus
Anagyrodes maximus är en stekelart som beskrevs av Girault 1915. Anagyrodes maximus ingår i släktet Anagyrodes och familjen sköldlussteklar. Inga underarter finns listade i Catalogue of Life.